# Daniel Dae Kim
Daniel Dae Kim (Busan, 4 de agosto de 1968) é um ator norte-americano nascido na Coreia do Sul. É mais conhecido por seu papel em Lost interpretando o personagem Jin-Soo Kwon. Anteriormente a Lost, fez numerosos papéis em séries de ficção científica e fantasia. Participou até a 7ª temporada do remake de Hawaii Five-0 da CBS. No Brasil, o seriado é exibido pelo canal a cabo AXN. Interpreta Jackson Han na série The Good Doctor, na qual, além de ator, é produtor executivo.

## Biografia
Kim nasceu em Busan na Coréia do Sul, mas se mudou logo cedo junto com a sua família para os Estados Unidos, na cidade de Easton (Pensilvânia). Kim se formou pela Freedom High School de Bethlehem e pela Universidade de Haverford, ambos na Pensilvânia, graduando-se em ciências políticas e teatro. Especializou-se em teatro pela Universidade de Bryn Mawr, também na Pensilvânia.
Hoje é casado com Mia Kim e têm dois filhos, Jackson e Zander.

## Filmografia
| Ano       | Título                                | Papel                        | Notas                                                     |
| --------- | ------------------------------------- | ---------------------------- | --------------------------------------------------------- |
| 2018-2019 | The Good Doctor                       | Dr Jackson Han               | Papel Recorrente 2° temporada / Produtor Executivo        |
| 2017      | NCIS: Los Angeles                     | Chin Ho Kelly                | Episódio: " Touch of Death "                              |
| 2015      | Insurgente                            | Líder da Franqueza Jack Kang |                                                           |
| 2010-2017 | Hawaii Five-0                         | Chin Ho Kelly                |                                                           |
| 2008      | The Andromeda Strain                  | Dr. Tsi Chou                 | Episódio "The Avatar State"                               |
| 2006      | Avatar: The Last Airbender            | General Fong                 |                                                           |
| 2006      | Justice League Unlimited              | Metron                       | Voz na versão em inglês (episódios "Alive" e "Destroyer") |
| 2006      | Saints Row                            | Johnny Gat                   |                                                           |
| 2005      | The Cave                              | Kim                          |                                                           |
| 2004-2010 | Lost                                  | Jin-Soo Kwon                 |                                                           |
| 2004      | Crash                                 | Park                         |                                                           |
| 2004      | Spider-Man 2                          | Raymond                      |                                                           |
| 2003-2004 | ER                                    | Ken Sung                     |                                                           |
| 2003      | Sin                                   | Lakorn                       |                                                           |
| 2003      | Ride or Die                           | Miyako                       |                                                           |
| 2003      | Tenchu: Wrath of Heaven               | Rikimaru                     | Voz na versão em inglês                                   |
| 2003      | Hulk                                  | Aide                         |                                                           |
| 2003      | Cradle 2 the Grave                    | Visiting Expert              |                                                           |
| 2002-2003 | 24                                    | Agente Baker                 |                                                           |
| 2001-2003 | Angel                                 | Gavin Park                   |                                                           |
| 2001-2003 | Star Trek: Enterprise                 | MACO Corporal Chang          |                                                           |
| 2001      | Charmed                               | Yen Lo                       | Episódio "Enter the Demon"                                |
| 2000      | Murder, She Wrote: A Story to Die For | Everett Jay                  |                                                           |
| 2000      | Star Trek: Voyager                    | Gotana-Retz                  | Episódio "Blink of an Eye"                                |
| 1999      | Crusade                               | Tenente John Matheson        |                                                           |
| 1998      | Seinfeld                              | Estudante No.1               | Episódio "The Burning"                                    |
| 1997      | The Jackal                            | Atirador da Marinha          |                                                           |
| 1997      | Beverly Hills, 90210                  | Dr. Sturla                   | Episódios "Forgive And Forget" e "The Way We Weren't"     |
| 1997      | NYPD Blue                             | Simon Lee                    | Episódio "It Takes a Village"                             |
| 1994      | American Shaolin                      | Gao                          |                                                           |